# Родальбен
Родальбен (нем. Rodalben) — город в Германии, в земле Рейнланд-Пфальц. 
Входит в состав района Юго-западный Пфальц. Подчиняется управлению Родальбен.  Население составляет 7204 человека (на 31 декабря 2010 года). Занимает площадь 15,69 км². Официальный код  —  07 3 40 038.